# Raymond Lovell
Raymond Lovell (Montreal, Canadá, 13 de abril de 1900 – Londres, Inglaterra, 1 de outubro de 1953) foi um ator canadense, que teve seus performances atuando nos filmes britânicos durante a era do cinema mudo. Ele nasceu Raymond Robinson Lovell.

## Filmografia selecionada
- The Third Clue (1934)
- Warn London (1934)
- Love, Life and Laughter (1934)
- Crime Unlimited (1935)
- King of the Damned (1935)
- The Man in Grey (1943)
- Caesar and Cleopatra (1945)
- The Mudlark (1950)
- Time Gentlemen, Please! (1952)
- The Pickwick Papers (1952)
- The Steel Key (1953)
- I vinti (1953)